# Jozef Gabčík

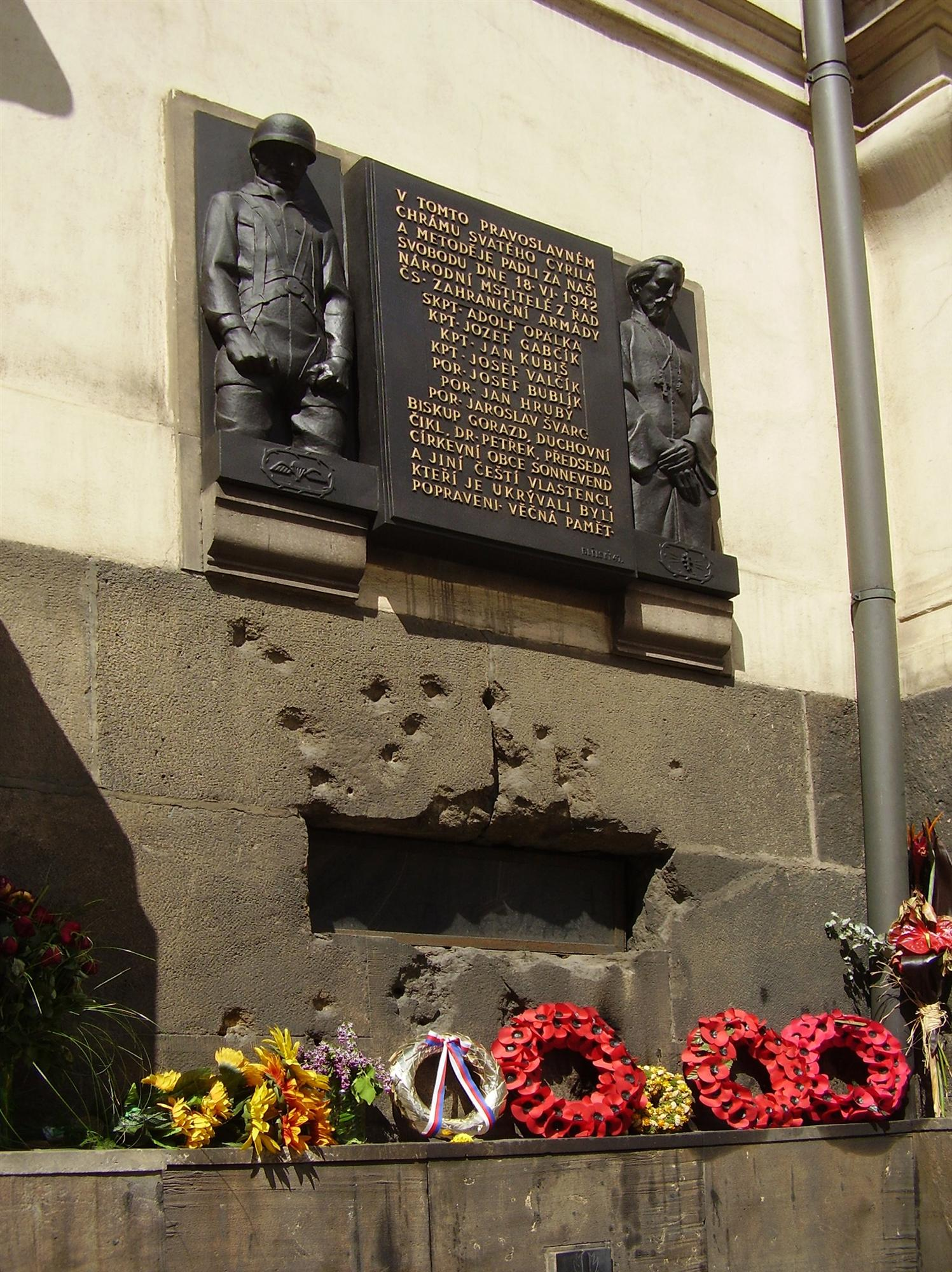
A merénylők emlékműve a prágai Szt. Cirill és Metód ortodox katedrális falán

Jozef Gabčík (Palosnya, 1912. április 8. – Prága, 1942. június 18.) szlovák katona, az egyik végrehajtója az Anthropoid hadműveletnek, Reinhard Heydrich meggyilkolásának.
A műveletet Jan Kubišsal együtt hajtotta végre. A merényletet május 27-én, Prágában, Holešovice közelében követték el, mikor az SS második embere és a Cseh–Morva Protektorátus vezetője, Reinhard Heydrich úton volt Prágába. A merénylet egyedülálló akció volt a második világháborúban.

## Élete

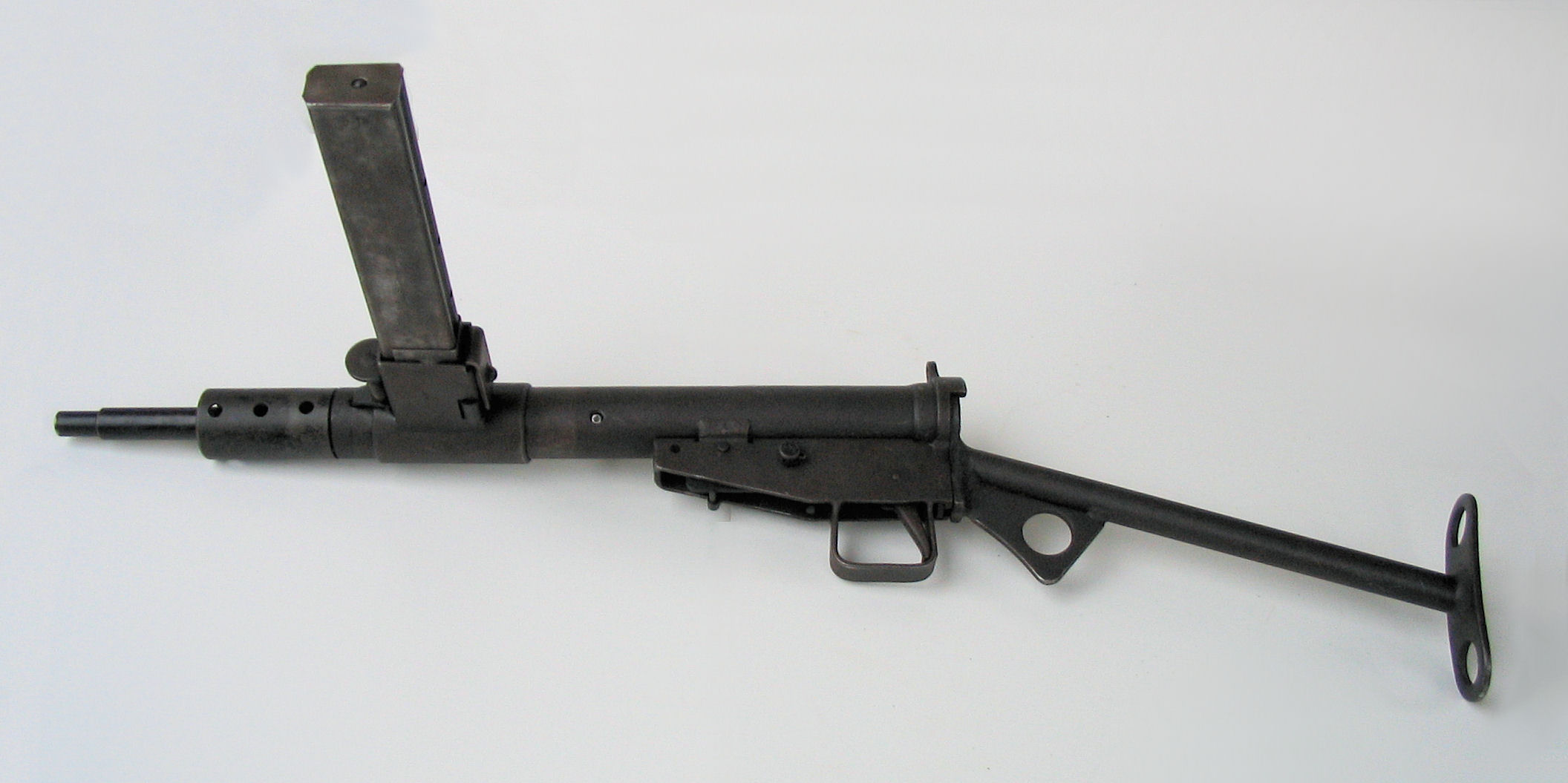
Egy ilyen Sten Mk II géppisztolyt használtak a merénylők

Születésekor még Gabcsik József néven anyakönyvezték, lévén szülőhelye akkoriban Magyarországhoz tartozott. Apja Gabcsik Nándor munkás dolgozott az Egyesült Államokban és Argentínában, anyja Berankó Mária volt. 1939-ig egy zsolnai vegyi üzemben dolgozott. Június 4-én illegálisan Lengyelországba távozott, ahol belépett az ott formálódó Csehszlovák Hadseregbe. Ezután Franciaországba került, ahol tagja lett egy emigráns csehszlovák alakulatnak Agdeban. Később, Franciaország kapitulálása után, Nagy-Britanniába került, ahol ejtőernyős- és kémkiképzést kapott. 1941. december 28-áról december 29-re virradó éjszaka ledobták az akkori Cseh–Morva Protektorátus területére, s ezzel megkezdődött az Anthropoid hadműveletnek elnevezett terv Heydrich meggyilkolására. Kubišon és Gabčíkon kívül még további két csoport segítette a terv megvalósítását. Május 27-én a merénylet sikerült, ezután Gabčík, Kubiš és további öt ejtőernyős elrejtőzött a prágai Szt. Cirill és Metód templomban, de rejtekhelyüket elárulta egy másik ejtőernyős, Karel Čurda. Június 18-án reggel 4 óra 15-kor a merénylet elkövetőinek elfogására razzia indult, melyben 360 Gestapo- és SS-tag vett részt. Bekerítették a rejtekhelyet. A merénylet végrehajtói és a segítő csoportok öt tagja életét vesztette, mert a fogság helyett az öngyilkosságot választották.

## Emlékezete

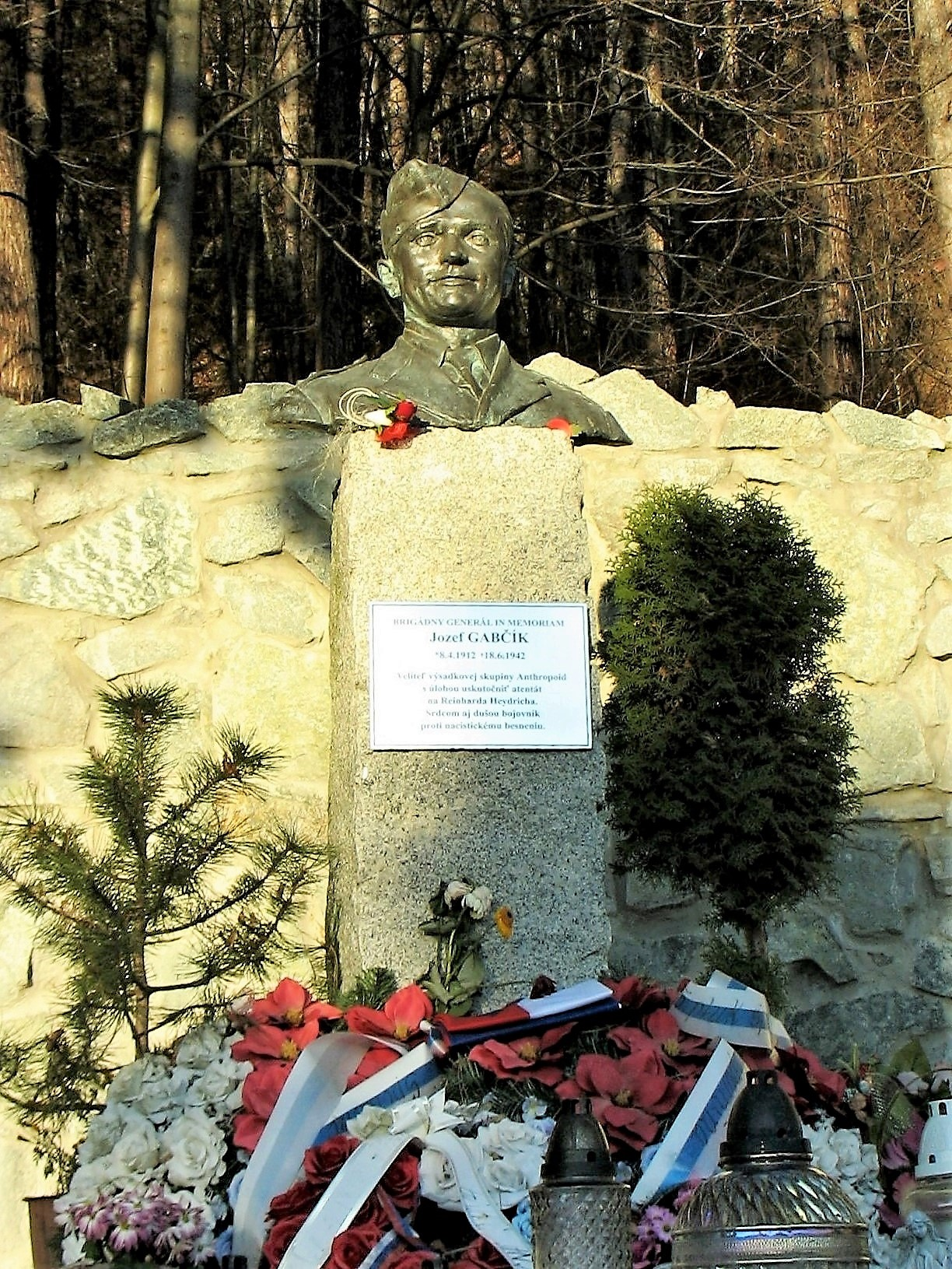
Szobra Poluvsie-ben

- Több szobrot állítottak tiszteletére
- Nevét viseli Bős falu (Gabčíkovo) és a közelében lévő vízlépcső is.
- A szlovák hadsereg legelitebb alakulata, a zsolnai 5. Jozef Gabčík Különleges Ezred is az ő nevét viseli.